# Kirche von Norra Fågelås

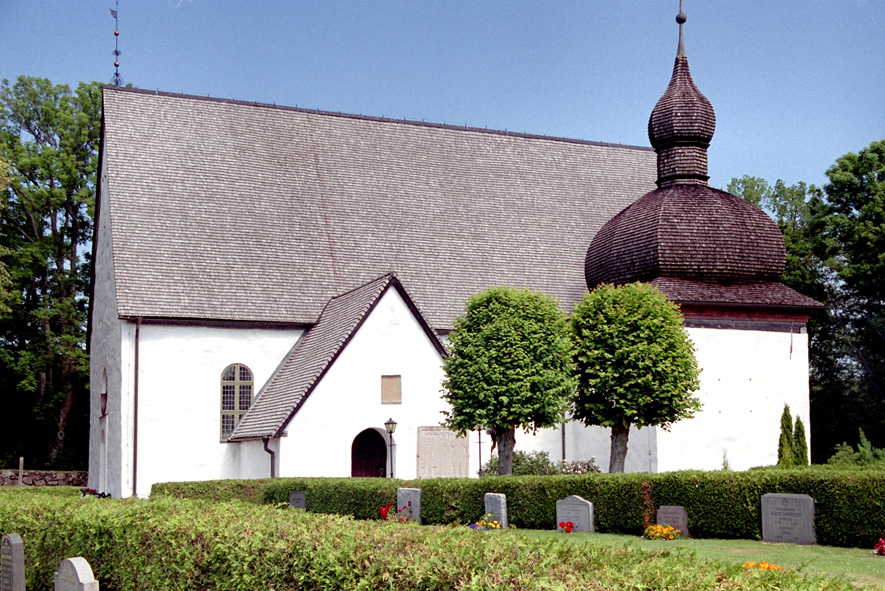

Die Kirche von Norra Fågelås liegt in der schwedischen Gemeinde Hjo etwa sechs Kilometer südlich der Stadt Hjo am Westufer des Vättersees.

## Baugeschichte
Die Kirche wurde das erste Mal im Jahr 1225 erwähnt und gehört zu den ältesten in der Region. Gegen Ende des Mittelalters wurde die Kirche im gotischen Stil umgebaut. Um 1650 geschah ein weiterer Umbau, bei dem das heutige Kreuzgewölbe aus Holz, das Waffenhaus und ein Grabchor mit Fresken hinzukamen. Ein weiterer Grabchor an der gegenüberliegenden Seite wurde im 18. Jahrhundert angebaut. Der ursprüngliche Kirchturm wurde wohl in den 1760er Jahren wieder aufgebaut.

## Ausstattung
Kanzel und Taufbecken stammen ebenfalls aus der Mitte des 17. Jahrhunderts, der Orgelprospekt wird auf 1775 datiert. Die Kirchenwände bedeckt eine Vielzahl von Grabinschriften, Wappen und Gedenktafeln hauptsächlich für Menschen, die im 17. und 18. Jahrhundert in der Gemeinde lebten.

## Glocken
Von den drei Glocken ist die kleinste zugleich die älteste, sie stammt wahrscheinlich aus dem späten 14. Jahrhundert.